# Strada del vino Cerasuolo di Vittoria
La Strada del vino Cerasuolo di Vittoria è un percorso enogastronomico che si estende nel territorio dell'antica Val di Noto.

## Storia e attività
Le Strade del Vino sono state istituite in Italia con legge 27 luglio 1999 n. 268. La società Strada del vino Cerasuolo di Vittoria è stata fondata nel 2005 a Vittoria (nel Libero consorzio comunale di Ragusa) dove tuttora ha sede, dopo la promulgazione della LR 2-8-2002 n. 5 da parte della Regione Siciliana.
L'ente ha come obiettivo, soprattutto con la degustazione e la vendita del Cerasuolo di Vittoria e del Cerasuolo di Vittoria Classico (vini a denominazione di origine controllata e garantita), la valorizzazione del territorio a livello turistico facendo leva sulle produzioni vitivinicole ed agricole, le attività agroalimentari, le specialità enogastronomiche nonché il patrimonio naturalistico, storico, culturale e ambientale presente sulla rotta, il tutto grazie dalle aziende associate (cantine, alberghi, ristoranti, autonoleggi et cetera).